# アナ・クリスティーナ・デ・ソウザ
アナ・クリスチーナ・メネセス・オリベイラ・デ・ソウザ（Ana Cristina Menezes Oliveira de Souza、2004年4月7日 - ）は、ブラジルの女子バレーボール選手。ブラジル代表。

## 来歴
リオデジャネイロ出身。元バスケットボール選手の父と、元バレーボール選手の母の娘として生まれ、サンパウロで育った。10歳のときにバレーボールを始めた。

### クラブチーム
2019年、15歳のときにPinheiros U19へ入団し、バレーボール選手としてのキャリアをスタートさせる。2020/21シーズンはSesc-RJ/Flamengoへ加入し、プロ選手として活動する。ブラジル・スーパーリーガで2位の成績をおさめた。翌シーズンはトルコリーグの強豪フェネルバフチェと契約した。2021/22シーズンのトルコリーグで準優勝、欧州チャンピオンズリーグと世界クラブ選手権で3位となった。

### 代表チーム
2019年、アンダーカテゴリーの代表としてエジプトで開催されたU-18世界選手権で銅メダルを獲得し、自身もベストアウトサイドヒッター賞を受賞した。同年にメキシコで開催されたU-20世界選手権では6位となった。2021年、シニアのブラジル代表に初選出された。同年6-7月のネーションズリーグでデビューし、銀メダルを獲得した。同年8月の東京2020オリンピックでは銀メダルを獲得した。同年の南米選手権で金メダルを獲得し、自身もベストオポジット賞を受賞した。

## 球歴
- オリンピック - 2021年、2024年
- ネーションズリーグ - 2021年、2022年
- 南米選手権 - 2021年

## 受賞歴
- 2019年 U-18世界選手権　ベストアウトサイドヒッター賞
- 2021年 南米選手権 ベストオポジット賞

## 所属クラブ
- Pinheiros U19（2019-2020年）
- Sesc-RJ/Flamengo（2020-2021年）
- フェネルバフチェ・ユニバーサル（2021-）